# Daniel Aceves Villagrán
Daniel Aceves Villagrán   (Ciutat de Mèxic, 18 de novembre de 1964) és un lluitador mexicà, ja retirat, especialista en lluita grecoromana, que va competir durant la dècada de 1980.
El 1984 va prendre part en els Jocs Olímpics d'Estiu de Los Angeles, on guanyà la medalla de plata en la prova del pes mosca del programa de lluita grecoromana. En el seu palmarès també destaca una medalla de plata als Jocs Centreamericans i del Carib de 1982 i una de bronze als Jocs Panamericans de 1983.
Una vegada retirat ha ocupat diversos càrrecs públics. Actualment és president de Medallistes Olímpics de Mèxic, columnista del diari Excélsior i Director de la Fundación Alfredo Harp Helú para el Deporte.